# Апостольская префектура Янчжоу
Апостольский префектура Янчжоу (лат. Apostolica Praefectura Yangchovensis) — апостольская префектура Римско-Католической церкви с центром в городе Янчжоу, Китай. Апостольская префектура Янчжоу подчиняется непосредственно Святому Престолу.

## История
9 июня 1949 года Римский папа Пий XII издал буллу Recta Ecclesiarum, которой учредил апостольскую префектуру Янчжоу, выделив её из епархии Шанхая.

## Ординарии апостольской префектуры
- священник Eugene Fahy (1951 — 1983);
  - Sede vacante — с 1983 года по настоящее время.

## Источник
- Annuario Pontificio, Libreria Editrice Vaticana, Città del Vaticano, 2003, ISBN 88-209-7422-3
- Булла Recta Ecclesiarum, AAS 41 (1949), стр. 586  (лат.)